# Eupraxia de Bulgaria
Eupraxia o Persia de Bulgaria (Евпраксия Българска o Персика en búlgaro) fue una princesa búlgara del siglo IX. Era la hija mayor del knez Boris I de Bulgaria (r. 852–889) y su segunda esposa María. Sus hermanos fueron el príncipe Vladimir (r. 889–893), el zar Simeón el Grande (r. 893–927), los príncipes Gabriel y Jacobo y la princesa Ana. Su nombre aparece en el Evangelio de Cividale del año 867 en el cual se enumeran los hijos de Boris.
En la película búlgara Boris I el papel de Eupraxia fue interpretado por Aneta Petrovska.